# Roman Wallner
Roman Wallner (Graz, Austria, 4 de febrero de 1982) es un futbolista austríaco. Juega de delantero y su equipo actual es el SV Grödig de Austria.

## Selección nacional
Ha sido internacional con la Selección de fútbol de Austria, ha jugado 29 partidos internacionales y ha anotado 7 goles.

## Clubes
| Club                | País     | Año           |
| ------------------- | -------- | ------------- |
| SK Sturm Graz       | Austria  | 1998 - 1999   |
| Rapid Viena         | Austria  | 1999 - 2004   |
| Hannover 96         | Alemania | 2004 - 2005   |
| Admira Wacker       | Austria  | 2005          |
| Austria Viena       | Austria  | 2005 - 2007   |
| Hamilton Academical | Escocia  | 2007          |
| Falkirk             | Escocia  | 2007 - 2008   |
| Apollon Kalamarias  | Grecia   | 2008          |
| Skoda Xanthi FC     | Grecia   | 2008          |
| LASK Linz           | Austria  | 2009 - 2010   |
| Red Bull Salzburg   | Austria  | 2010-2011     |
| RB Leipzig          | Alemania | 2012          |
| FC Wacker Innsbruck | Austria  | 2012-2014     |
| SV Grödig           | Austria  | 2014-presente |

## Palmarés

### Campeonatos nacionales
| Título                | Club              | País    | Año  |
| --------------------- | ----------------- | ------- | ---- |
| Bundesliga de Austria | Austria Viena     | Austria | 2006 |
| Copa de Austria       | Austria Viena     | Austria | 2006 |
| Copa de Austria       | Austria Viena     | Austria | 2007 |
| Bundesliga de Austria | Red Bull Salzburg | Austria | 2010 |